# Benoît Ulysse de Ratti-Menton
Benoît Laurent François de Paul-Ulysse Ratti-Menton (* 1799 auf Puerto Rico; † 1864) war ein französischer Diplomat, der die „Damaskusaffäre“ mit verursachte.

## Leben
Benoît Ulysse de Ratti-Menton trat 1822 in den konsularischen Dienst ein. Ab 1824 wurde er am Konsulat in Genua beschäftigt. Ab 1839 war er Konsul in Damaskus, wo er zu einem der Akteure in der Damaskusaffäre wurde. Dabei unterstützte er die christlichen Händler und Berater bei ihren Ritualmordvorwürfen gegen die Juden. Im ganzen Nahen Osten kam es deswegen zu Ausschreitungen gegen jüdische Gemeinden. In Damaskus selbst stürmte eine aufgehetzte Menge die Synagoge und verbrannte die Torarollen. Die Briten und der österreichische Konsul von Damaskus, Merlatto, traten für die aufgrund der Beschuldigungen inhaftierten Juden ein. Er erhob schwere Beschuldigungen gegen Ratti-Menton, welche Heinrich Heine in seiner Pariser Kolumne Lutezia unter dem 7. Mai 1840 wie folgt kommentiert:

„Die heutigen Pariser Blätter bringen einen Bericht des k.k. österreichischen Konsuls zu Damaskus an den k.k. österreichischen Generalkonsul in Alexandria, in bezug der Damaszener Juden, deren Martyrtum an die dunkelsten Zeiten des Mittelalters erinnert. [...] Der französische Konsul in Damaskus, der Graf Ratti Menton, hat sich Dinge zu schulden kommen lassen, die hier einen allgemeinen Schrei des Entsetzens erregten. Er ist es, welcher den occidentalischen Aberglauben dem Orient einimpfte, und unter dem Pöbel von Damaskus eine Schrift austeilte, worin die Juden des Christenmords bezichtigt werden. Diese haßschnaubende Schrift, die der Graf Menton von seinen geistlichen Freunden zum Behufe der Verbreitung empfangen hatte, ist ursprünglich der Bibliotheca prompta a Lucio Ferrario entlehnt, und es wird darin ganz bestimmt behauptet, daß die Juden zur Feier ihres Passahfestes des Blutes der Christen bedürften.“

Der US-Konsul in Ägypten legte im Auftrag des US-Präsidenten Martin Van Buren förmlich Protest ein. Europäische Vermittler wurden nach Alexandria gesandt, um eine unabhängige Untersuchung des Falls zu erwirken. Nach wochenlangen Gesprächen mit dem ägyptischen Gouverneur erhielten sie am 28. August dessen Zusage, die Gefangenen bedingungslos freizulassen und ihre Unschuld öffentlich anzuerkennen. Danach reisten sie nach Konstantinopel und erhielten auch dort vom Sultan eine offizielle Erklärung, dass die Anklage auf Ritualmord haltlos sei. Vier der nun 13 Hauptangeklagten waren jedoch inzwischen im Gefängnis verstorben. Die Leichen Pater Tomasos und seines Dieners wurden nie gefunden.
Ab 1846 war Ratti-Menton Konsul in Kalkutta. Von 1853 bis zu seiner Versetzung in den Ruhestand im Jahre 1862 war er Geschäftsträger in Lima.